# Maria Pinnone
Maria Pinnone (Roma, 3 gennaio 1954 – Roma, 7 settembre 1993) è stata una modella italiana, vincitrice del concorso Miss Italia 1971.

## Biografia
Fu Miss Roma e poco dopo fu incoronata Miss Italia nel 1971 a Salsomaggiore Terme. Rappresentò l'Italia al concorso Miss Mondo 1971. Dopo la vittoria la Pinnone preferì dedicarsi agli studi, laureandosi  in giurisprudenza. Si sposò e ebbe tre figli. Per la Pinnone le partecipazioni ai concorsi di bellezza rimasero le uniche esperienze nel mondo dello spettacolo e nella moda. 
È deceduta nel 1993 all'età di 39 anni.